# Seconds (bande dessinée)
Seconds est un roman graphique de Bryan Lee O'Malley publié le 15 juillet 2014 par Ballantine Books, une maison d’édition du groupe Penguin Random House. C’est la première bande-dessinée de l’auteur depuis Scott Pilgrim, dont le dernier tome, Scott Pilgrim’s Finest Hour, et l’adaptation cinématographique de la série datent de quatre ans auparavant (2010). C’est aussi son premier one shot depuis Lost at Sea (2003).

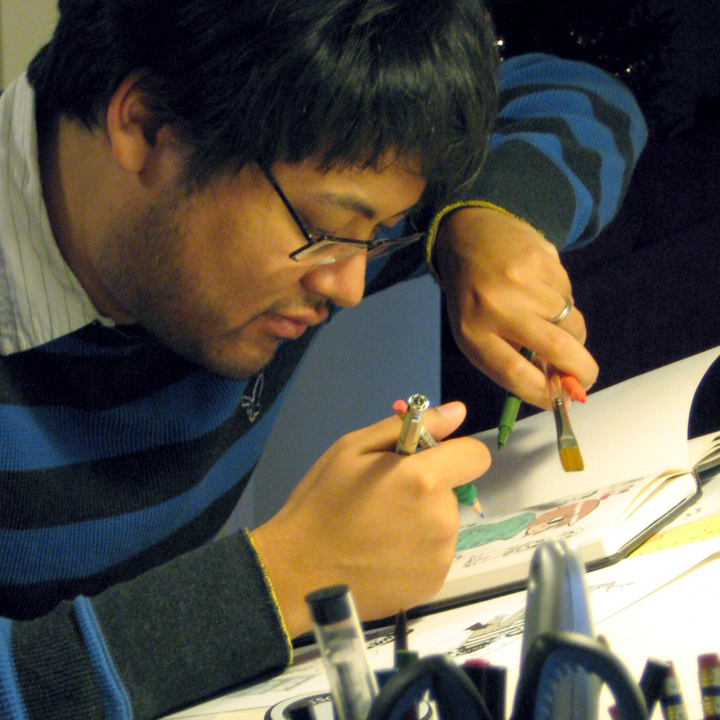
Bryan Lee O'Malley

Sur Seconds, Bryan Lee O'Malley est scénariste et dessinateur. Les couleurs sont de Nathan Fairbairn et le lettrage de Dustin Harbin. Il est assisté au dessin par Jason Fischer. Les autres assistants incluent Megan Messina, Hannah Ayoubi et Jeremy Arambulo.

## Synopsis

Katie découvre des instructions pour revenir sur ses erreurs.

À 29 ans, Katie est chef d’un restaurant très apprécié baptisé Seconds, et s’apprête à en ouvrir un nouveau en centre-ville. Pourtant tout dégringole vite : sa relation avec un autre chef s’épuise, son ex est de retour en ville, les travaux du nouveau restaurant sont mis en suspens, et la nouvelle serveuse du Seconds a un accident en cuisine. L’apparition d’une mystérieuse jeune fille dans sa chambre et la découverte dans sa commode d’un champignon accompagné d’instructions pour revenir sur ses choix pourraient lui donner une seconde chance.

## Personnages
- Katie Clay est une chef talentueuse et fondatrice du restaurant Seconds. Elle est sur le point de monter un second restaurant rue Lucknow, de l’autre côté de la rivière, dont elle sera copropriétaire.
- Hazel est une nouvelle serveuse à Seconds, étudiante aux Beaux-Arts.
- Lis est l’esprit de la maison où est aménagé Seconds et vit Katie.
- Max est l’ex de Katie.
- Arthur est le cofondateur du nouveau restaurant de Katie.
- Raymond et son mari sont les deux propriétaires de Seconds.
- Andrew est le nouveau chef qui remplace Katie à Seconds. Elle et lui ont une liaison.
- Patrick est cuisinier.

## Éditions
| Édition                                          | Date de publication | ISBN                                                                    | Notes                                                                                   |
| ------------------------------------------------ | ------------------- | ----------------------------------------------------------------------- | --------------------------------------------------------------------------------------- |
| Édition originale                                | 15 juillet 2014     | (ISBN 978-0-345-52937-4) (relié) (ISBN 978-0-345-53878-9) (e-book)      | NC                                                                                      |
| Édition spéciale pour Barnes & Noble             | 15 juillet 2014     | (ISBN 978-0-553-39436-8)                                                | Jaquette et couverture exclusives.                                                      |
| Édition spéciale pour le Comic-Con International | 24 juillet 2014     | (ISBN 978-0-553-39435-1) (numérotée) (ISBN 978-0-553-39434-4) (lettrée) | Édition signée et numérotée ou lettrée. Jaquette exclusive, coffret, ruban marque-page. |
| Édition française                                | 31 octobre 2014     | (ISBN 978-2-205-07356-0) (originale) (ISBN 978-2-205-21093-4) (poche)   | Éditée par Dargaud, traduction de Fanny Soubiran.                                       |

## Réception
L'album est globalement bien reçu par la critique. Guillermo del Toro considère notamment que Bryan Lee O'Malley « met en scène l'angoisse de la jeunesse contre le tissu d'une épopée plus grande. Ce faisant, il enrichit les deux. Un beau voyage ! ». Scott McCloud, pour sa part, juge que Seconds est « adorable, obsédant, drôle et magnifique. Une recette parfaite pour un magnifique roman graphique ».
En France, pour Olivier Mimran de dBD, l'auteur « déploie de nouveau un univers foutraque — mais sympa — dans lequel humains et esprits tâchent, avec plus ou moins de bonheur, de cohabiter ».
En octobre 2015, O'Malley reçoit le prix Joe Shuster du meilleur auteur canadien pour Seconds.

## Adaptation
Une adaptation au cinéma réalisée par Blake Lively et scénarisée par Edgar Wright est en préparation.